# O Sol do Meio-Dia
O Sol do Meio-Dia é um filme brasileiro dirigido por Eliane Caffé filmado no Pará tendo como protagonistas os atores Luiz Carlos Vasconcelos Chico Diaz e Claudia Assunção.
As locações acontecem no Pará nas cidades de Belém do Pará, Castanhal, Vila Trindade, Vila Perbambuco e Rios.

## Sinopse
Os dois protagonistas se conhecem quando vão viajar de barco para Belém do Pará. No caminho se apaixonam por uma mulher.

## Elenco
- Luiz Carlos Vasconcelos
- Chico Diaz
- Claudia Assunção
- Ary Fontoura

## Prêmios
- Luiz Carlos Vasconcelos e Chico Diaz ganharam prêmio de Melhor Ator no Festival do Rio de 2009, e Claudia Assunção foi indicada como melhor atriz no mesmo festival.
- E Prêmio da Crítica de Melhor Filme Brasileiro em 2009 na Mostra Internacional de Cinema de São Paulo